# Rajeev Ram
Rajeev Ram (Denver, 18 marzo 1984) è un tennista statunitense di origini indiane.
Ha vinto in carriera 32 titoli in doppio del circuito maggiore, su cui spiccano gli Australian Open 2020, gli US Open 2021, 2022 e 2023 e le ATP Finals 2022 e 2023, tutti in coppia con Joe Salisbury. Ha raggiunto la finale anche agli Australian Open 2021 con Salisbury e alle Olimpiadi di Parigi 2024 con Austin Krajicek. È salito per la prima volta in vetta del ranking mondiale nell'ottobre 2022.
Si è distinto anche nel doppio misto, vincendo gli Australian Open 2019 e 2021 con Barbora Krejčíková, aggiudicandosi la medaglia d'argento ai Giochi Olimpici di Rio de Janeiro e arrivando in finale agli US Open 2016. In singolare ha vinto due titoli del circuito maggiore e nell'aprile 2016 si è spinto fino alla 56ª posizione mondiale. Dal 2017 ha giocato quasi esclusivamente in doppio. Ha esordito nella squadra statunitense di Coppa Davis nel 2021.

## Carriera

### Tra gli juniores
Gioca nell'ITF Junior Circuit tra il 1999 e il 2002 e vince i primi tornei nel 2000 sia in singolare che in doppio. Già in quegli anni dimostra di essere più competitivo in doppio, si spinge fino alle semifinali agli US Open 2000 di categoria e in coppia con Brian Baker disputa la finale al torneo di Wimbledon 2002, persa contro Florin Mergea / Horia Tecau. Lo Slam londinese sarà il suo ultimo impegno tra gli juniores e chiude l'esperienza con due titoli in singolare e cinque in doppio, dopo aver raggiunto il 37º posto nel ranking mondiale di categoria nel gennaio 2002.

### 2000-2001, inizi tra i professionisti
Fa la sua prima isolata esperienza tra i professionisti nel 2000 giocando in doppio nel torneo dell'ATP Challenger Tour a Winnetka. L'anno successivo gioca qualche altro torneo, ad agosto fa il suo esordio nel circuito maggiore con una wild card e viene sconfitto al primo turno in doppio agli Indianapolis Tennis Championships. Entra con una wild card anche nel tabellone dei successivi US Open, ed esce al primo turno anche alla sua prima esperienza in un torneo del Grande Slam. Quell'anno gioca anche i primi tornei in singolare nei circuiti minori.

### 2002-2008, primi titoli nei circuiti ITF e Challenger, prima finale ATP e top 50 in doppio
Nel 2002 esordisce nel circuito maggiore anche in singolare, rimane comunque impegnato soprattutto nell'ITF Men's Circuit e ad aprile perde la sua prima finale in doppio al torneo U.S.A. F9. Perde altre due finali in doppio e a novembre alza il primo trofeo da professionista vincendo in doppio il torneo U.S.A. F28 di Costa Mesa. Il primo trionfo in singolare arriva subito dopo all'U.S.A. F30. Continua a giocare i tornei ITF nei due anni successivi e vincerà altri 4 titoli in doppio e 1 in singolare, prima di lasciare definitivamente il circuito ITF nel 2006. La prima finale Challenger in doppio risale al novembre 2003, e in coppia con Baker viene sconfitto a Champaign, nell'arco della stagione vince il suo primo incontro nel circuito maggiore in singolare a Indianapolis.
Nel 2004 perde un'altra finale Challenger e ad agosto vince il primo titolo di categoria in doppio a Denver, dove ancora con Baker supera in finale Jamie Delgado / Jonathan Marray. Fa il suo esordio in singolare in un torneo del Grande Slam con una sconfitta agli US Open 2004, mentre nel torneo di doppio raggiunge per la prima volta il secondo turno. Dopo ever vinto altri 3 titoli Challenger in doppio, disputa la prima finale di categoria nel luglio 2005 ad Aptos e viene sconfitto da Andy Murray. Il mese successivo vince i primi incontri in carriera in doppio nel circuito maggiore a New Haven in coppia con Bobby Reynolds e si spingono fino alla finale, persa contro Gastón Etlis / Martin Rodríguez con il punteggio di 4–6, 3–6.
Nel 2007 consegue il primo grande risultato nelle prove del grande Slam raggiungendo i quarti di finale in doppio a Wimbledon con Harel Levy. Nell'arco della stagione vince inoltre 6 tornei Challenger di doppio e a giugno fa il suo ingresso nella top 100 del ranking ATP. Per il primo titolo Challenger in singolare dovrà aspettare il luglio 2008, quando supera il connazionale Scoville Jenkins nella finale di Winnetka. In quella stagione gioca alcuni tornei ATP, in doppio raggiunge due semifinali e vince i primi incontri agli Australian Open, al Roland Garros e al torneo di Wimbledon; a giugno sale al 43º posto mondiale. Continuerà comunque a giocare stabilmente e a raccogliere successi nell'ATP Challenger Tour fino al 2015, quando al torneo messicano del Jalisco Open vince entrambi i suoi ultimi titoli Challenger, il 7º in singolare e il 27º in doppio.

### 2009-2013, primi titoli ATP, 78º nel ranking di singolare e 33º in doppio
All'esordio stagionale del 2009 vince il suo primo titolo ATP di doppio in carriera a Chennai, dove in coppia con Eric Butorac supera in finale Jean-Claude Scherrer / Stan Wawrinka per 6-3, 6-4. A luglio arrivano i trionfi sull'erba di Newport con il suo primo titolo ATP in singolare – battendo in finale Sam Querrey per 6-7, 7-5, 6-3 – e il secondo in doppio, ottenuto questa volta in coppia con Jordan Kerr. A ottobre entra nella top 100 di singolare, mentre in doppio vince un altro titolo ATP con Butorac a Bangkok. Il mese dopo sale al 35º posto mondiale in doppio e al 78º in singolare.
A inizio 2010 perde con Butorac al tie break del set decisivo contro i numeri 1 del mondo Bob e Mike Bryan nei quarti di finale agli Australian Open e porta il best ranking al 33º posto. A luglio vince l'Atlanta Open in coppia con Scott Lipsky, mentre in singolare non ottiene grandi risultati, quel mese esce dalla top 100 e nel febbraio 2011 dalla top 200. Tra il 2011 e il 2012 vince altri tre titoli ATP in doppio a San Jose e Delray Beach con Lipsky e al St. Petersburg Open 2012 con Nenad Zimonjić. Raggiunge inoltre i quarti di finale Slam al Roland Garros 2011 e l'anno successivo di nuovo agli Australian Open e a Wimbledon. Nei primi mesi del 2012 ottiene discreti risultati in singolare e rientra per tre mesi nella top 100 con le semifinali raggiunte nei tornei ATP di Newport e Los Angeles.
Vince il primo incontro in singolare in una prova del Grande Slam agli Australian Open 2013, e con alcuni buoni risultati nei Challenger rientra per un breve periodo nella top 100 di singolare; nel prosieguo della stagione gli unici risultati di rilievo in singolare sono i suoi primi incontri vinti a Wimbledon e agli US Open. Per la prima volta dopo 4 anni non vince titoli né disputa finali ATP in doppio e non consegue risultati di valore negli Slam, raggiunge due semifinali ATP e vince un solo torneo Challenger, a settembre scende alla 93ª posizione mondiale nel ranking di categoria.

### 2014-2016, prime semifinali del Grande Slam, ATP Finals e 14º in doppio, top 60 in singolare
Il momento negativo prosegue nella prima parte del 2014 e a maggio esce dalla top 100 anche in doppio, vi fa rientro a luglio, quando in coppia con Jonathan Erlich raggiunge e perde la finale a Newport, la prima disputata nel circuito ATP dopo quasi due anni. Continua a risalire con la semifinale all'ATP 500 di Washington e soprattutto con la sua prima semifinale in un torneo del Grande Slam raggiunta agli US Open con Lipsky, persa nel set decisivo contro i fratelli Bryan, con la quale rientra nella top 50. In singolare vince solo 3 incontri nei tabelloni ATP e il titolo al Challenger messicano di León.
Prosegue l'ascesa in doppio nella prima parte del 2015 con due titoli Challenger e con alcuni buoni risultati nel circuito ATP sui quali spicca il primo titolo in un torneo ATP 500, conquistato in coppia con Raven Klaasen sull'erba di Halle. Anche in singolare vince un torneo Challenger e a luglio vince di nuovo a Newport il suo secondo e ultimo torneo ATP in singolare in carriera, superando in finale Ivo Karlović per 7-6, 5-7, 7-6, e rientra così nella top 100. A Newport raggiunge anche la semifinale la semifinale in doppio e porta il best ranking alla 30ª posizione. Verso fine stagione perde in coppia con Klaasen la finale ATP di Kuala Lumpur.
Anche la prima parte del 2016 si rivela positiva, perde la finale ATP sul cemento di Delray Beach contro Sam Querrey, e con altri discreti risultati si porta al 56º posto mondiale, che resterà il suo best ranking in carriera di singolare. Anche in doppio inizia bene la stagione, agli Australian Open elimina con Klaasen i fratelli Bryan ed escono di scena nei quarti di finale. Raggiungono e perdono la finale al Miami Open, la prima per Ram in un Masters 1000, e al Geneva Open. A giugno si confermano campioni ad Halle. Anche a Wimbledon eliminano i Bryan e Ram raggiunge la sua seconda semifinale Slam, persa contro Julien Benneteau / Édouard Roger-Vasselin. Arrivano quindi le prime soddisfazioni in doppio misto, ai Giochi Olimpici di Rio de Janeiro conquista la medaglia d'argento con Venus Williams e agli US Open raggiunge la finale con Coco Vandeweghe. Ancora con Klaasen si impone nel torneo di doppio a Chengdu e perdono la finale a Tokyo. Per la prima volta accede alle ATP Finals, dove con Klaasen si spinge fino alla finale e vengono sconfitti da Henri Kontinen / John Peers, e porta il best ranking alla 14ª posizione.

### 2017-2018, primi titoli Masters 1000 e 11º nel ranking, ultimi tornei di singolare in carriera
Nel luglio 2017 chiude la carriera in singolare al torneo di Newport e continua a giocare solo in doppio, anche se in seguito farà ancora due apparizioni in singolare nelle qualificazioni di tornei ATP. Vince con Klaasen il torneo di Delray Beach e ad aprile il prestigioso Indian Wells Masters, il suo primo titolo Masters 1000, sconfiggendo in rimonta nella finale Łukasz Kubot / Marcelo Melo e salendo all'11ª posizione mondiale. Vince in stagione anche le finali di Newport con Aisam-ul-Haq Qureshi e di Shenzhen con Alexander Peya. Torna come riserva alle ATP Finals con Klaasen, disputano e perdono solo l'ultimo incontro di round-robin in sostituzione di Pierre-Hugues Herbert / Nicolas Mahut, che avevano perso i primi due incontri.
Ha fine il sodalizio con Klaasen e affronta la stagione 2018 cambiando diversi compagni di doppio. Il primo successo arriva con Ivan Dodig a Monaco di Baviera, non ripete i risultati dell'anno prima e perde diverse posizioni nel ranking. Torna al successo a ottobre alla Kremlin Cup assieme a Austin Krajicek e la vittoria più importante arriva all'ultimo impegno stagionale al Paris Masters, il suo secondo titolo Masters 1000 che si aggiudica con Marcel Granollers.

### 2019, primo titolo del Grande Slam in doppio misto, prime vittorie in coppia con Salisbury e top 10
Inizia la nuova stagione giocando in coppia con Joe Salisbury, assieme al quale otterrà i più grandi successi in carriera; al primo torneo disputato perdono la finale al Brisbane International. Ai successivi Australian Open vince in doppio misto il primo titolo del Grande Slam in carriera assieme a Barbora Krejčíková, superando in finale Astra Sharma / John-Patrick Smith. Il primo titolo con Salisbury arriva a marzo all'ATP 500 di Dubai, mentre all'Open di Francia vengono eliminati nei quarti di finale. Escono sconfitti dalla finale al Queen's di Londra e vincono due titoli consecutivi ad Anversa e all'ATP 500 di Vienna, risultati con cui Ram accede per la prima volta nella top 10 mondiale alla 9ª posizione. I due prendono parte alle ATP Finals ed escono di scena nel round-robin.

### 2020, primo titolo del Grande Slam in doppio maschile e top 5
Difende per la prima volta da professionista i colori statunitensi nell'ATP Cup 2020, viene schierato in doppio con Austin Krajicek e subiscono 2 sconfitte nei 3 incontri disputati, con gli Stati Uniti che chiudono il girone all'ultimo posto. Il 2 febbraio 2020, Ram e Salisbury si aggiudicano il loro primo titolo in doppio maschile del Grande Slam agli Australian Open, sconfiggendo in finale Luke Saville / Max Purcell con il punteggio di 6-4, 6-2. Erano giunti all'ultimo atto perdendo un solo set in semifinale avevano eliminato tra gli altri le teste di serie nº 6 Marcel Granollers / Horacio Zeballos. A fine torneo Ram sale al 5º posto mondiale. La breve stagione è condizionata dalla lunga pausa del tennis mondiale per la pandemia di COVID 19, alla ripresa delle attività la coppia anglo-americana raggiunge le semifinali al Cincinnati Open e agli US Open e i quarti al Roland Garros. Tornano a disputare le ATP Finals e vengono sconfitti in semifinale per 9-11 nel set decisivo da Jürgen Melzer / Édouard Roger-Vasselin.

### 2021, primo titolo agli US Open e nº 4 del mondo, secondo titolo in doppio misto agli Australian Open
Per il secondo anno consecutivo raggiungono la finale agli Australian Open, e raccolgono solo 7 giochi contro Ivan Dodig / Filip Polášek. Ram si consola vincendo il suo secondo titolo a Melbourne in doppio misto, di nuovo in coppia con Barbora Krejčíková. Torna in top 10 dopo la sconfitta subita in finale agli Internazionali d'Italia contro i numeri 4 e 1 del mondo Nikola Mektić / Mate Pavić. Ritrovano i due croati e subiscono altre due sconfitte in finale all'Eastbourne International e in semifinale a Wimbledon. Si prendono la rivincita sconfiggendoli al terzo set al Masters di Toronto.
Il nuovo grande trionfo arriva l'11 settembre agli US Open, il primo per Ram nello Slam statunitense, dove con Salisbury ha la meglio in tre set su Jamie Murray / Bruno Soares in finale. Si presenta alle ATP Finals con il nuovo best ranking al 4º posto mondiale, vincono tutti gli incontri di round-robin e la semifinale contro Mektić / Pavić e vengono sconfitti in rimonta da Pierre-Hugues Herbert / Nicolas Mahut. Ram chiude la stagione con il debutto nella squadra statunitense di Coppa Davis alla fase finale del torneo, gioca e vince assieme a Jack Sock l'ininfluente match contro Fabio Fognini / Jannik Sinner, a risultato già acquisito dagli azzurri.

### 2022, secondo titolo agli US Open, primo alle ATP Finals e nº 1 del mondo
Nel 2022 Ram e Salisbury vincono tutte le finali disputate. Sconfitti in semifinale agli Australian Open, ad aprile Ram sale al 2º posto mondiale alle spalle del solo Salisbury. Si aggiudicano il titolo al Monte Carlo Masters, il primo vinto da Ram in un Masters 1000 su terra battuta. Al Roland Garros perdono per 12-10 nel tie-break del set decisivo i quarti di finale contro i vincitori del torneo Dodig / Krajicek. Anche a Wimbledon perdono contro i vincitori del torneo Matthew Ebden / Max Purcell, questa volta al quinto set in semifinale dopo aver vinto i primi due. Arrivano quindi i successi al Cincinnati Open e per il secondo anno consecutivo agli US Open, dove superano in finale Wesley Koolhof / Neal Skupski per 7-6, 7-5.
Nella fase a gruppi delle finali di Coppa Davis gioca di nuovo con Sock, vincono due dei tre incontri disputati e gli Stati Uniti accedono ai quarti di finale. Subito dopo sale per la prima volta in carriera in vetta al ranking mondiale e scende al 3º posto alla vigilia delle ATP Finals. Vincono i tre incontri di round-robin e la semifinale contro i nuovi numeri 1 Koolhof / Skupski. Trionfano in finale sconfiggendo Mektić / Pavić per 7-6, 6-4. Non prende parte ai quarti di finale di Davis persi dagli Stati Uniti

### 2023, terzo titolo agli US Open
All'inizio del 2023 si riprende per 3 settimane il 1º posto del ranking, pur senza ottenere risultati di rilievo. Il primo titolo arriva solo a fine maggio al torneo ATP 250 di Lione. Continuano ad arrivare risultati mediocri fino ad agosto, quando raggiungono la finale al Canadian Open. Per il terzo anno consecutivo si laureano campioni agli US Open, superano in tre set in semifinale le teste di serie nº 2 Ivan Dodig / Austin Krajicek e in finale hanno la meglio in rimonta su Rohan Bopanna / Matthew Ebden con il punteggio di 2-6, 6-3, 6-4. A ottobre si impongono al Vienna Open e il mese dopo si confermano campioni alle ATP Finals con la vittoria su Marcel Granollers / Horacio Zeballos. A fine anno viene premiato per la prima volta dall'ITF come campione maschile di doppio insieme a Joe Salisbury.

### 2024, medaglia d'argento olimpica, un titolo ATP e discesa nel ranking
All'esordio stagionale si aggiudicano l'unico titolo del 2024 all'ATP 250 dell'Adelaide International. Il miglior risultato nelle prove del Grande Slam sono i quarti di finale al Roland Garros. Raggiungono i quarti anche ai Masters 1000 del Miami Open e degli Internazionali d'Italia. In coppia con Austin Krajicek raggiunge la finale ai Giochi olimpici di Parigi e vengono sconfitti da Matthew Ebden / John Peers con il punteggio di 7-6, 6-7, [8-10]. Sconfitto con Salisbury anche in finale al Canadian Open, non vanno oltre il terzo turno agli US Open e ha fine il sodalizio fra i due. Vince con Krajicek i tre incontri disputati nella fase a gruppi delle Finali di Coppa Davis. Continua a giocare con Krajicek anche nel circuito ATP e subiscono quattro sconfitte negli ultimi cinque match stagionali. Già a settembre Ram esce dalla top 10 e chiude il 2024 al 30º posto del ranking.

### 2025
All'esordio stagionale raggiunge la finale all'Auckland Open in coppia con Christian Harrison e si ritirano prima di giocarla. Con Krajicek non va oltre il terzo turno agli Australian Open e deludono nei tornei successivi. Si mettono in luce a marzo accedendo alla finale del Challenger 175 dell'Arizona Tennis Classic e vengono sconfitti da Granollers / Zeballos. Gioca senza profitto i tornei europei su terra battuta con Jamie Murray. A giugno raggiunge la finale all'ATP 250 sull'erba dello Stuttgart Open in coppia con Alex Michelsen e cedono in due set a Santiago González / Austin Krajicek.

## Statistiche

### Singolare

#### Vittorie (2)
| Legenda              |
| Grande Slam (0)      |
| ATP Finals (0)       |
| ATP Masters 1000 (0) |
| ATP Tour 500 (0)     |
| ATP Tour 250 (2)     |

| N. | Data           | Torneo                                  | Superficie | Avversari in finale | Punteggio           |
| 1. | 12 luglio 2009 | Hall of Fame Championships, Newport (1) | Erba       | Sam Querrey         | 6(3)–7, 7–5, 6–3    |
| 2. | 19 luglio 2015 | Hall of Fame Championships, Newport (2) | Erba       | Ivo Karlović        | 7–6(5), 5–7, 7–6(2) |

#### Finali perse (1)
| Legenda              |
| Grande Slam (0)      |
| ATP Finals (0)       |
| ATP Masters 1000 (0) |
| ATP Tour 500 (0)     |
| ATP Tour 250 (1)     |

| N. | Data             | Torneo                          | Superficie | Avversari in finale | Punteggio   |
| 1. | 21 febbraio 2016 | Delray Beach Open, Delray Beach | Cemento    | Sam Querrey         | 4–6, 6(6)–7 |

### Doppio

#### Vittorie (32)
| Legenda doppio       |
| Grande Slam (4)      |
| ATP Finals (2)       |
| ATP Masters 1000 (6) |
| ATP Tour 500 (5)     |
| ATP Tour 250 (15)    |

| N.  | Data              | Torneo                                       | Superficie  | Compagno             | Avversari in finale                     | Punteggio              |
| 1.  | 11 gennaio 2009   | Chennai Open, Chennai                        | Cemento     | Eric Butorac         | Jean-Claude Scherrer Stan Wawrinka      | 6–3, 6–4               |
| 2.  | 12 luglio 2009    | Hall of Fame Championships, Newport (1)      | Erba        | Jordan Kerr          | Michael Kohlmann Rogier Wassen          | 6(6)–7, 7–6(7), [10–6] |
| 3.  | 4 ottobre 2009    | Thailand Open, Bangkok                       | Cemento (i) | Eric Butorac         | Guillermo García López Miša Zverev      | 7–6(4), 6–3            |
| 4.  | 25 luglio 2010    | Atlanta Open, Atlanta                        | Cemento     | Scott Lipsky         | Rohan Bopanna Kristof Vliegen           | 6–3, 6(4)–7, [12–10]   |
| 5.  | 13 febbraio 2011  | SAP Open, San Jose                           | Cemento (i) | Scott Lipsky         | Alejandro Falla Xavier Malisse          | 6–4, 4–6, [10–8]       |
| 6.  | 27 febbraio 2011  | Delray Beach Open, Delray Beach (1)          | Cemento     | Scott Lipsky         | Christopher Kas Alexander Peya          | 4–6, 6–4, [10–3]       |
| 7.  | 23 settembre 2012 | St. Petersburg Open, San Pietroburgo         | Cemento (i) | Nenad Zimonjić       | Lukáš Lacko Igor Zelenay                | 6–2, 4–6, [10–6]       |
| 8.  | 21 giugno 2015    | Halle Open, Halle (1)                        | Erba        | Raven Klaasen        | Rohan Bopanna Florin Mergea             | 7–6(5), 6–2            |
| 9.  | 19 giugno 2016    | Halle Open, Halle (2)                        | Erba        | Raven Klaasen        | Łukasz Kubot Alexander Peya             | 7–6(5), 6–2            |
| 10. | 2 ottobre 2016    | Chengdu Open, Chengdu                        | Cemento     | Raven Klaasen        | Pablo Carreño Busta Mariusz Fyrstenberg | 7–6(2), 7–5            |
| 11. | 26 febbraio 2017  | Delray Beach Open, Delray Beach (2)          | Cemento     | Raven Klaasen        | Treat Conrad Huey Maks Mirny            | 7–5, 7–5               |
| 12. | 18 marzo 2017     | Indian Wells Masters, Indian Wells           | Cemento     | Raven Klaasen        | Łukasz Kubot Marcelo Melo               | 6(1)–7, 6–4, [10–8]    |
| 13. | 22 luglio 2017    | Hall of Fame Championships, Newport (2)      | Erba        | Aisam-ul-Haq Qureshi | Matt Reid John-Patrick Smith            | 6–4, 4–6, [10–7]       |
| 14. | 1 ottobre 2017    | Shenzhen Open, Shenzhen                      | Cemento     | Alexander Peya       | Nikola Mektić Nicholas Monroe           | 6–3, 6–2               |
| 15. | 6 maggio 2018     | Internazionali di Baviera, Monaco di Baviera | Terra rossa | Ivan Dodig           | Nikola Mektić Alexander Peya            | 6–3, 7–5               |
| 16. | 21 ottobre 2018   | Kremlin Cup, Mosca                           | Cemento (i) | Austin Krajicek      | Maks Mirny Philipp Oswald               | 7–6(4), 6–4            |
| 17. | 4 novembre 2018   | Paris Masters, Parigi                        | Cemento (i) | Marcel Granollers    | Jean-Julien Rojer Horia Tecău           | 6–4, 6–4               |
| 18. | 2 marzo 2019      | Dubai Tennis Championships, Dubai            | Cemento     | Joe Salisbury        | Ben McLachlan Jan-Lennard Struff        | 7–6(4), 6–3            |
| 19. | 27 ottobre 2019   | Vienna Open, Vienna                          | Cemento (i) | Joe Salisbury        | Łukasz Kubot Marcelo Melo               | 6–4, 6(5)–7, [10–5]    |
| 20. | 2 febbraio 2020   | Australian Open, Melbourne                   | Cemento     | Joe Salisbury        | Luke Saville Max Purcell                | 6–4, 6–2               |
| 21. | 15 agosto 2021    | Canadian Open, Toronto                       | Cemento     | Joe Salisbury        | Nikola Mektić Mate Pavić                | 6–3, 4–6, [10–3]       |
| 22. | 11 settembre 2021 | US Open, New York (1)                        | Cemento     | Joe Salisbury        | Jamie Murray Bruno Soares               | 3–6, 6–2, 6–2          |
| 23. | 17 aprile 2022    | Monte Carlo Masters, Monte Carlo             | Terra rossa | Joe Salisbury        | Juan Sebastián Cabal Robert Farah       | 6–3, 4–6, [10–7]       |
| 24. | 21 agosto 2022    | Cincinnati Open, Cincinnati                  | Cemento     | Joe Salisbury        | Tim Pütz Michael Venus                  | 7–6(4), 7–6(5)         |
| 25. | 9 settembre 2022  | US Open, New York (2)                        | Cemento     | Joe Salisbury        | Wesley Koolhof Neal Skupski             | 7–6(4), 7–5            |
| 26. | 20 novembre 2022  | ATP Finals, Torino                           | Cemento (i) | Joe Salisbury        | Nikola Mektić Mate Pavić                | 7–6(4), 6–4            |
| 27. | 27 maggio 2023    | Lyon Open, Lione                             | Terra rossa | Joe Salisbury        | Nicolas Mahut Matwé Middelkoop          | 6–0, 6–3               |
| 28. | 8 settembre 2023  | US Open, New York (3)                        | Cemento     | Joe Salisbury        | Rohan Bopanna Matthew Ebden             | 2–6, 6–3, 6–4          |
| 29. | 29 ottobre 2023   | Vienna Open, Vienna (2)                      | Cemento (i) | Joe Salisbury        | Nathaniel Lammons Jackson Withrow       | 6–4, 5–7, [12–10]      |
| 30. | 19 novembre 2023  | ATP Finals, Torino (2)                       | Cemento (i) | Joe Salisbury        | Marcel Granollers Horacio Zeballos      | 6–3, 6–4               |
| 31. | 13 gennaio 2024   | Adelaide International, Adelaide             | Cemento     | Joe Salisbury        | Matthew Ebden Rohan Bopanna             | 7–5, 5–7, [11–9]       |
| 32. | 17 agosto 2025    | Cincinnati Open, Cincinnati (2)              | Cemento     | Nikola Mektić        | Lorenzo Musetti Lorenzo Sonego          | 4–6, 6–3, [10–5]       |

#### Finali perse (25)
| Legenda doppio                               |
| -------------------------------------------- |
| Grande Slam (1)                              |
| ATP Finals (2)                               |
| Argenti olimpici (1)                         |
| ATP Masters 1000 (4)                         |
| ATP Tour 500 (3)                             |
| ATP International Series / ATP Tour 250 (14) |

| N.  | Data              | Torneo                               | Superficie  | Compagno           | Avversari in finale                 | Punteggio              |
| 1.  | 22 agosto 2005    | Connecticut Open, New Haven          | Cemento     | Bobby Reynolds     | Gastón Etlis Martin Rodríguez       | 4–6, 3–6               |
| 2.  | 6 febbraio 2011   | South African Open, Johannesburg     | Cemento     | Scott Lipsky       | James Cerretani Adil Shamasdin      | 3–6, 6–3, [7–10]       |
| 3.  | 13 luglio 2014    | Hall of Fame Championships, Newport  | Erba        | Jonathan Erlich    | Lleyton Hewitt Chris Guccione       | 5–7, 4–6               |
| 4.  | 4 ottobre 2015    | Malaysian Open, Kuala Lumpur         | Cemento (i) | Raven Klaasen      | Treat Conrad Huey Henri Kontinen    | 6(4)–7, 2–6            |
| 5.  | 2 aprile 2016     | Miami Open, Miami                    | Cemento     | Raven Klaasen      | Pierre-Hugues Herbert Nicolas Mahut | 7–5, 1–6, [7–10]       |
| 6.  | 21 maggio 2016    | Geneva Open, Ginevra (1)             | Terra rossa | Raven Klaasen      | Steve Johnson Sam Querrey           | 4–6, 1–6               |
| 7.  | 9 ottobre 2016    | Japan Open, Tokyo                    | Cemento     | Raven Klaasen      | Marcel Granollers Marcin Matkowski  | 2–6, 6(4)–7            |
| 8.  | 20 novembre 2016  | ATP World Tour Finals, Londra        | Cemento (i) | Raven Klaasen      | Henri Kontinen John Peers           | 6–2, 1–6, [8–10]       |
| 9.  | 18 giugno 2017    | Rosmalen Open, 's-Hertogenbosch      | Erba        | Raven Klaasen      | Łukasz Kubot Marcelo Melo           | 3–6, 4–6               |
| 10. | 26 maggio 2018    | Geneva Open, Ginevra (2)             | Terra rossa | Ivan Dodig         | Oliver Marach Mate Pavić            | 6–3, 6(3)–7, [9–11]    |
| 11. | 29 luglio 2018    | Atlanta Open, Atlanta                | Cemento     | Ryan Harrison      | Nicholas Monroe John-Patrick Smith  | 6–3, 6(5)–7, [8–10]    |
| 12. | 30 settembre 2018 | Shenzhen Open, Shenzhen              | Cemento     | Robert Lindstedt   | Ben McLachlan Joe Salisbury         | 6(5)–7, 6(4)–7         |
| 13. | 6 gennaio 2019    | Brisbane International, Brisbane     | Cemento     | Joe Salisbury      | Marcus Daniell Wesley Koolhof       | 4–6, 6(6)–7            |
| 14. | 23 giugno 2019    | Queen's Club Championships, Londra   | Erba        | Joe Salisbury      | Feliciano López Andy Murray         | 6(6)–7, 7–5, [5–10]    |
| 15. | 20 ottobre 2019   | European Open, Anversa               | Cemento (i) | Joe Salisbury      | Kevin Krawietz Andreas Mies         | 6(1)–7, 3–6            |
| 16. | 21 febbraio 2021  | Australian Open, Melbourne           | Cemento     | Joe Salisbury      | Ivan Dodig Filip Polášek            | 3–6, 4–6               |
| 17. | 16 maggio 2021    | Internazionali d'Italia, Roma        | Terra rossa | Joe Salisbury      | Nikola Mektić Mate Pavić            | 4–6, 6(4)–7            |
| 18. | 25 giugno 2021    | Eastbourne International, Eastbourne | Erba        | Joe Salisbury      | Nikola Mektić Mate Pavić            | 4–6, 3–6               |
| 19. | 31 ottobre 2021   | Vienna Open, Vienna                  | Cemento (i) | Joe Salisbury      | Juan Sebastián Cabal Robert Farah   | 4–6, 2–6               |
| 20. | 21 novembre 2021  | ATP Finals, Torino (2)               | Cemento (i) | Joe Salisbury      | Pierre-Hugues Herbert Nicolas Mahut | 4–6, 6(0)–7            |
| 21. | 13 agosto 2023    | Canadian Open, Toronto               | Cemento     | Joe Salisbury      | Jean-Julien Rojer Marcelo Arévalo   | 3–6, 1–6               |
| 22. | 3 agosto 2024     | Giochi olimpici, Parigi              | Terra rossa | Austin Krajicek    | Matthew Ebden John Peers            | 7–6(6), 6(1)–7, [8–10] |
| 23. | 12 agosto 2024    | Canadian Open, Montréal (2)          | Cemento     | Joe Salisbury      | Marcel Granollers Horacio Zeballos  | 2–6, 6(4)–7            |
| 24. | 11 gennaio 2025   | Auckland Open, Auckland              | Cemento     | Christian Harrison | Nikola Mektić Michael Venus         | w/o                    |
| 25. | 16 giugno 2025    | Stuttgart Open, Stoccarda            | Erba        | Alex Michelsen     | Santiago González Austin Krajicek   | 4-6, 4-6               |

### Doppio misto

#### Vittorie (2)
| Australian Open (2)     |
| Open di Francia (0)     |
| Torneo di Wimbledon (0) |
| US Open (0)             |
| Ori Olimpici (0)        |

| N. | Data             | Torneo                         | Superficie | Compagna           | Avversari in finale             | Punteggio   |
| 1. | 26 gennaio 2019  | Australian Open, Melbourne     | Cemento    | Barbora Krejčíková | Astra Sharma John-Patrick Smith | 7–6(3), 6–1 |
| 2. | 20 febbraio 2021 | Australian Open, Melbourne (2) | Cemento    | Barbora Krejčíková | Samantha Stosur Matthew Ebden   | 6–1, 6–4    |

#### Finali perse (2)
| Australian Open (0)     |
| Open di Francia (0)     |
| Torneo di Wimbledon (0) |
| US Open (1)             |
| Argenti Olimpici (1)    |

| N. | Data             | Torneo                          | Superficie | Compagna        | Avversari in finale             | Punteggio           |
| 1. | 14 agosto 2016   | Giochi Olimpici, Rio de Janeiro | Cemento    | Venus Williams  | Bethanie Mattek-Sands Jack Sock | 7–6(3), 1–6, [7–10] |
| 2. | 9 settembre 2016 | US Open, New York               | Cemento    | Coco Vandeweghe | Laura Siegemund Mate Pavić      | 4–6, 4–6            |

## Risultati in progressione
| Sigla | Risultato               |
| ----- | ----------------------- |
| V     | Vincitore               |
| F     | Finalista               |
| SF    | Semifinalista           |
| O     | Oro olimpico            |
| A     | Argento olimpico        |
| SF    | Bronzo olimpico         |
| QF    | Quarti di Finale        |
| 4T    | Quarto turno            |
| 3T    | Terzo turno             |
| 2T    | Secondo turno           |
| 1T    | Primo turno             |
| RR    | Round Robin             |
| LQ    | Turno di qualificazione |
| A     | Assente                 |
| ND    | Non disputato           |

| Legenda superfici    |
| -------------------- |
| Cemento              |
| Terra battuta        |
| Erba                 |
| Superficie variabile |

### Singolare
| Tornei Grande Slam |     |     |     |     |     |     |     |     |     |     |     |     |     |     |      |
| Australian Open    | A   | A   | A   | Q1  | 1T  | Q1  | 1T  | Q1  | Q1  | 2T  | Q2  | Q1  | 2T  | Q3  | 2–4  |
| Roland Garros      | A   | A   | A   | Q2  | A   | Q2  | 1T  | A   | A   | A   | A   | A   | 1T  | Q1  | 0–2  |
| Wimbledon          | A   | A   | A   | Q1  | Q1  | 1T  | 1T  | Q1  | Q3  | 2T  | Q3  | A   | 1T  | Q2  | 1–4  |
| US Open            | 1T  | 1T  | A   | Q1  | Q1  | 1T  | Q1  | Q3  | 1T  | 2T  | Q3  | 2T  | 1T  | A   | 2–7  |
| Vittorie–Sconfitte | 0–1 | 0–1 | 0–0 | 0–0 | 0–1 | 0–2 | 0–3 | 0–0 | 0–1 | 3–3 | 0–0 | 1–1 | 1–4 | 0–0 | 5–17 |

### Doppio
| Torneo              | 2001          | 2002          | 2003          | 2004 | 2005          | 2006          | 2007          | 2008 | 2009          | 2010          | 2011          | 2012 | 2013          | 2014          | 2015          | 2016 | 2017          | 2018          | 2019          | 2020          | 2021 | 2022          | 2023          | 2024 | 2025 | V–S    |
| ------------------- | ------------- | ------------- | ------------- | ---- | ------------- | ------------- | ------------- | ---- | ------------- | ------------- | ------------- | ---- | ------------- | ------------- | ------------- | ---- | ------------- | ------------- | ------------- | ------------- | ---- | ------------- | ------------- | ---- | ---- | ------ |
| Tornei Grande Slam  |               |               |               |      |               |               |               |      |               |               |               |      |               |               |               |      |               |               |               |               |      |               |               |      |      |        |
| Australian Open     | A             | A             | A             | A    | A             | 1T            | A             | 3T   | 3T            | QF            | 1T            | QF   | 2T            | 2T            | 1T            | QF   | 2T            | 3T            | 3T            | V             | F    | SF            | 3T            | 3T   | 3T   | 41–18  |
| Open di Francia     | A             | A             | A             | A    | A             | A             | A             | 3T   | 1T            | 1T            | QF            | 3T   | 1T            | 1T            | 1T            | 2T   | 2T            | 2T            | QF            | QF            | 2T   | QF            | 3T            | QF   | 1T   | 25–18  |
| Wimbledon           | A             | A             | A             | A    | A             | A             | QF            | 2T   | 1T            | 1T            | 2T            | QF   | 1T            | 1T            | 2T            | SF   | 3T            | 1T            | 3T            | ND            | SF   | SF            | 1T            | 2T   |      | 26–17  |
| US Open             | 1T            | 1T            | 1T            | 2T   | 1T            | 1T            | 1T            | 2T   | 2T            | 2T            | 1T            | 2T   | 3T            | SF            | 3T            | 2T   | 1T            | 1T            | 3T            | SF            | V    | V             | V             | 3T   |      | 39–21  |
| Vittorie–Sconfitte  | 0–1           | 0–1           | 0–1           | 1–1  | 0–1           | 0–2           | 3–2           | 6–4  | 3–4           | 4–4           | 4–4           | 9–4  | 3–4           | 5–4           | 3–4           | 9–4  | 4–4           | 3–4           | 9–4           | 12–2          | 16–3 | 17–3          | 10–3          | 8–4  | 2–2  | 131–74 |
| Torneo di Fine Anno |               |               |               |      |               |               |               |      |               |               |               |      |               |               |               |      |               |               |               |               |      |               |               |      |      |        |
| ATP Finals          | A             | A             | A             | A    | A             | A             | A             | A    | A             | A             | A             | A    | A             | A             | A             | F    | RR            | A             | RR            | SF            | F    | V             | V             | A    |      | 20–8   |
| Vittorie–Sconfitte  | 0–0           | 0–0           | 0–0           | 0–0  | 0–0           | 0–0           | 0–0           | 0–0  | 0–0           | 0–0           | 0–0           | 0–0  | 0–0           | 0–0           | 0–0           | 3–2  | 0–1           | 0–0           | 1–2           | 2–2           | 4–1  | 5–0           | 5–0           | 0–0  |      | 20–8   |
| Giochi Olimpici     |               |               |               |      |               |               |               |      |               |               |               |      |               |               |               |      |               |               |               |               |      |               |               |      |      |        |
| Giochi Olimpici     | Non disputati | Non disputati | Non disputati | A    | Non disputati | Non disputati | Non disputati | A    | Non disputati | Non disputati | Non disputati | A    | Non disputati | Non disputati | Non disputati | 2T   | Non disputati | Non disputati | Non disputati | Non disputati | 2T   | Non disputati | Non disputati | F    | ND   | 6–3    |
| Vittorie–Sconfitte  | Non disputati | Non disputati | Non disputati | 0–0  | Non disputati | Non disputati | Non disputati | 0–0  | Non disputati | Non disputati | Non disputati | 0–0  | Non disputati | Non disputati | Non disputati | 1–1  | Non disputati | Non disputati | Non disputati | Non disputati | 1–1  | Non disputati | Non disputati | 4–1  | ND   | 6–3    |

### Doppio misto
Aggiornato a tutto il 13 agosto 2023.
| Tornei Grande Slam |               |               |               |     |               |               |               |     |               |               |               |               |      |     |       |
| Australian Open    | A             | A             | A             | A   | 1T            | A             | A             | A   | 1T            | 1T            | V             | A             | V    | QF  | 12–4  |
| Open di Francia    | A             | A             | A             | A   | A             | A             | 2T            | A   | SF            | 1T            | A             | ND            | QF   | A   | 5–4   |
| Wimbledon          | A             | A             | 3T            | A   | 2T            | A             | 1T            | A   | 2T            | 2T            | 1T            | ND            | 3T   | A   | 4–6   |
| US Open            | 1T            | 2T            | 2T            | 2T  | A             | 2T            | A             | F   | 1T            | 2T            | SF            | ND            | 1T   | A   | 12–9  |
| Vittorie–Sconfitte | 0–1           | 1–1           | 3–2           | 1–0 | 1–2           | 1–1           | 1–2           | 4–1 | 3–4           | 1–4           | 8–2           | 0–0           | 31–2 | 2–1 | 26–23 |
| Giochi Olimpici    |               |               |               |     |               |               |               |     |               |               |               |               |      |     |       |
| Giochi Olimpici    | Non disputati | Non disputati | Non disputati | A   | Non disputati | Non disputati | Non disputati | A   | Non disputati | Non disputati | Non disputati | Non disputati | 1T   | ND  | 3–2   |
| Vittorie–Sconfitte | Non disputati | Non disputati | Non disputati | 0–0 | Non disputati | Non disputati | Non disputati | 3–1 | Non disputati | Non disputati | Non disputati | Non disputati | 0–1  | ND  | 3–2   |